# Ishkashimi
Ischkaschimi (Ishkashimi: škošmī zəvuk / rənīzəvuk ; اشکاشمی) ist eine iranische Sprache, die vorwiegend in der afghanischen Provinz Badachschan und in der autonomen Region Berg-Badachschan in Tadschikistan gesprochen wird.
Die Gesamtzahl der Sprecher beträgt etwa 2500, die genaue Zahl ist unbekannt, von denen die meisten heute in Tadschikistan und Afghanistan sowie in kleinen Dörfern in der Nähe verteilt sind. Aufgrund dieser Zahl droht Ischkaschimi in den nächsten 100 Jahren kritisch gefährdet oder ausgestorben zu sein. Da die Sprachkultur weder an Schulen oder durch sonstige Projekte gefördert wird, noch eine richtige Schriftsprache vorhanden ist, wird die Sprache immer weniger gesprochen und durch Persisch bzw. Tadschikisch ersetzt.
Ischkaschimi ist eng mit den Dialekten Zebaki und Sanglechi verwandt, die ebenfalls in Afghanistan und Tadschikistan gesprochen werden und vom Aussterben bedroht sind. Ischkaschimi wurde bis vor kurzem mit Sanglechi als Sangletschi-Ischkaschimi zusammengefasst, aber eine umfassendere sprachliche Analyse zeigte signifikante Unterschiede zwischen diesen Sprachvarianten. Phonologie und Grammatik der Ischkaschimi-Sprache ähneln eher der Phonologie und Grammatik des eng verwandten Zebaki-Dialekts.

## Geografische Verbreitung
Ischkaschimi hat ungefähr 2500 Sprecher, von denen 1500 Sprecher in den Distrikten Ischkaschim und Wakhan in der Provinz Badachschan in Afghanistan und 1000 Sprecher in der autonomen Region Berg-Badachschan in Tadschikistan, insbesondere in der Kleinstadt Ischkoschim und in den Nachbardörfern Ryn und Sumjin. Die Universität Quebec ging 2019 von 1600 Sprechern in Tadschikistan aus.